# Toxorhina leucostena
Toxorhina leucostena är en tvåvingeart som beskrevs av Alexander 1937. Toxorhina leucostena ingår i släktet Toxorhina och familjen småharkrankar. Inga underarter finns listade i Catalogue of Life.